# Rodrigo Borja Cevallos
Rodrigo Borja Cevallos (Quito, 19 giugno 1935) è un politico ecuadoriano.
È stato presidente dell'Ecuador dal 10 agosto 1988 al 10 agosto 1992. Fondatore e leader di Sinistra Democratica di filosofia socialdemocratica, si candidò alle elezioni presidenziali nel 1978, 1984, 1988, 1998 e 2002, vincendo nel 1988. È stato  inoltre deputato al Congresso nel 1962, 1970 e 1979.
È discendente diretto della famosa famiglia Borgia: discende infatti da Giovanni Borgia, duca di Gandia, figlio di papa Alessandro VI.